# Steve Sheppard
Pour les articles homonymes, voir Sheppard.
Steven « Steve » Bernard Sheppard (né le 21 mars 1954 à New York) est un ancien joueur américain de basket-ball, évoluant au poste d'ailier.